# Pattuglia acrobatica (film)
Pattuglia acrobatica (Corn on the Cop) è un cortometraggio Merrie Melodies uscito nel 1965, diretto da Irving Spector e scritto da Friz Freleng. Questa è la missione poliziesca per Daffy Duck e Porky Pig.

## Distribuzione

### Edizione italiana
Esistono tre doppiaggi italiani per il corto. Il primo risale al 1966, distribuito in lingua italiana nelle sale cinematografiche. Il secondo realizzato negli anni ottanta dalla Effe Elle Due e nel 2003 il corto è stato ridoppiato per la TV. Da allora in poi viene usato sempre il ridoppiaggio.

## Edizioni Home Video

### VHS
Il corto è concluso in videocassetta, solo con il primo doppiaggio.